# Faraglioni
A Faraglioni (jelentése szikla) három, tengerből kiálló szikla Capri szigetének délkeleti részén, az ide látogató turisták egyik kedvenc célpontja. 
A három szikla:
- Faraglione di Terra (vagy Saetta): az egyetlen a három közül, amelynek kapcsolata van a szigettel. Magassága 109 méter.
- Faraglione di Mezzo (vagy Stella): a középső szikla, amelynek közepén egy 60 méter hosszú természetes galéria húzódik. Magassága 81 méter.
- Faraglione di Fuori (vagy Scopolo): a szigettől a legtávolabbi. Magassága 104 méter.

Létezik egy negyedik szikla is, az úgynevezett Scoglio del Monacone, amely azonban csak szélcsend idején látható, mert egyébként a tenger hullámai elborítják.
A sziklákon él a Lacerta coerulea faraglionensis nevű endémikus gyíkfaj. 
A három szikláról már az ókori írók említést tesznek, többek között Vergilius, aki az Aeneisban említi őket a szirénekkel kapcsolatos mondakör kapcsán. Nevük valószínűleg a görög phárosz szóból ered, aminek jelentése „világítótorony”. Ennek történelmi alapja is van, hiszen az ókorban Capri szikláinak tetején tüzeket gyújtottak, hogy jelezzék a közeledő hajóknak, hogy útjukban veszélyes akadályok vannak. Valószínűleg a Faraglioni sziklák tetején is gyújtottak hasonló tüzeket.